# Goussainville (Val-d'Oise)
Goussainville is een gemeente in het Franse departement Val-d'Oise (regio Île-de-France). De gemeente telde 30.952 inwoners op 1 januari 2022. De plaats maakt deel uit van het arrondissement Sarcelles.
Het oude dorpscentrum rond de kerk, de Saint-Pierre-et-Saint-Paul uit de 12e eeuw die beschermd is als historisch monument, is voor een groot stuk verlaten sinds de opening van de Luchthaven Parijs-Charles de Gaulle in de jaren 1970. Door de geluidsoverlast konden bewoners hun woning laten onteigenen. Het inwoneraantal van de wijk Vieux-Pays de Goussainville daalde zo van ongeveer 1000 in 1973 naar ongeveer 300 in 2022, met leegstand en verkrotting tot gevolg.
Daarnaast is een nieuwe stad gebouwd voor de sterk groeiende bevolking van de gemeente waarvan er veel in en rond de luchthaven werken.

## Geografie
De oppervlakte van Goussainville bedroeg op 1 januari 2022 11,52 vierkante kilometer; de bevolkingsdichtheid was toen 2.686,8 inwoners per km².
De onderstaande kaart toont de ligging van Goussainville met de belangrijkste infrastructuur en aangrenzende gemeenten.

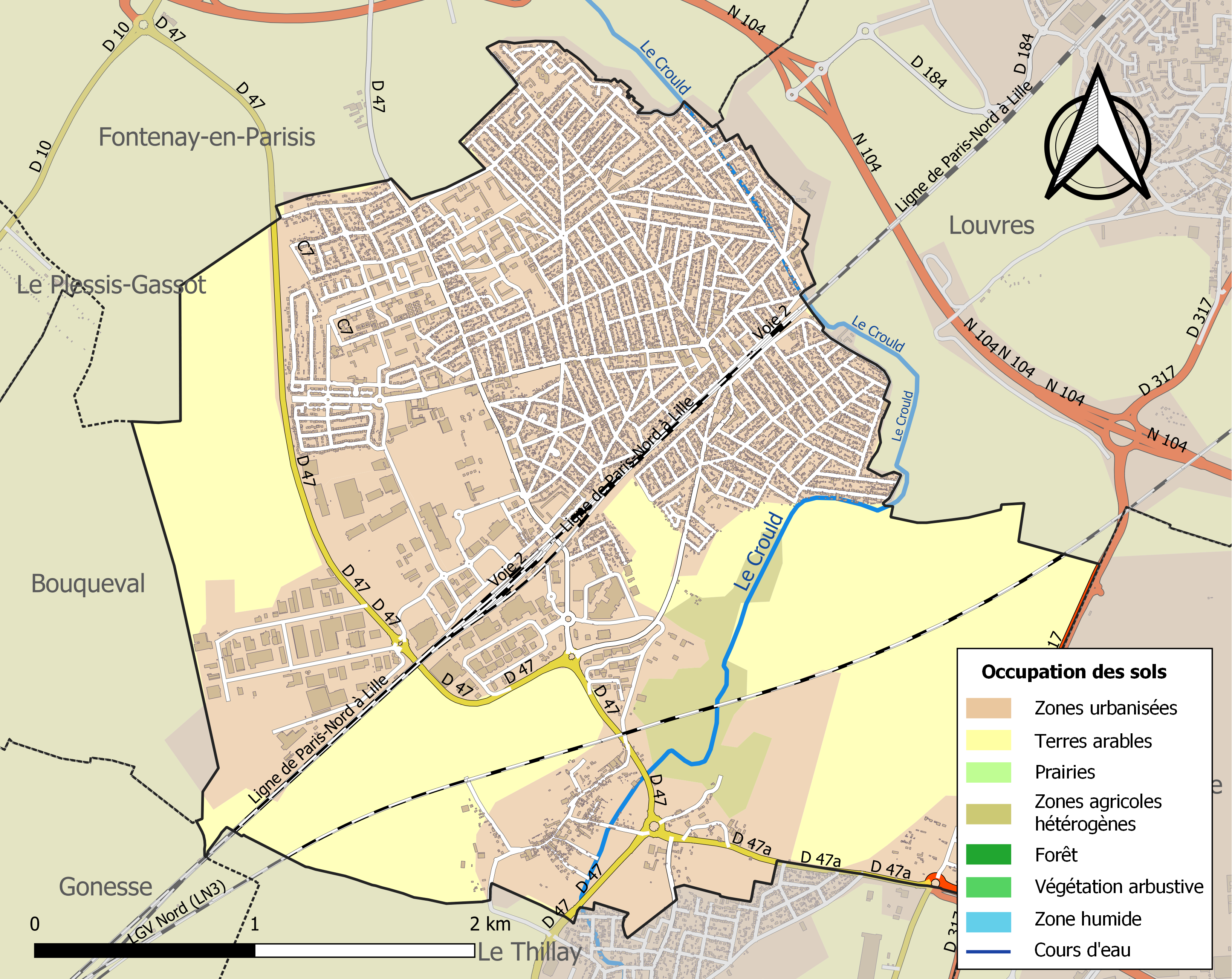

## Demografie
Onderstaande figuur toont het verloop van het inwonertal (bron: INSEE-tellingen).

## Verkeer en vervoer
In de gemeente liggen twee stations op de lijn RER D: Goussainville en Les Noues. De Francilienne (N104) loopt ten noorden van de gemeente. De luchthaven van Roissy (Parijs-Charles de Gaulle) ligt vlak bij Goussainville.